# BMW M3
寶馬M3是德國汽車製造廠寶馬旗下基于宝马3系開發的高性能車型，由BMW M負責開發。自1986年推出至今。

## 第一代（代号E30，1986年-1991年）

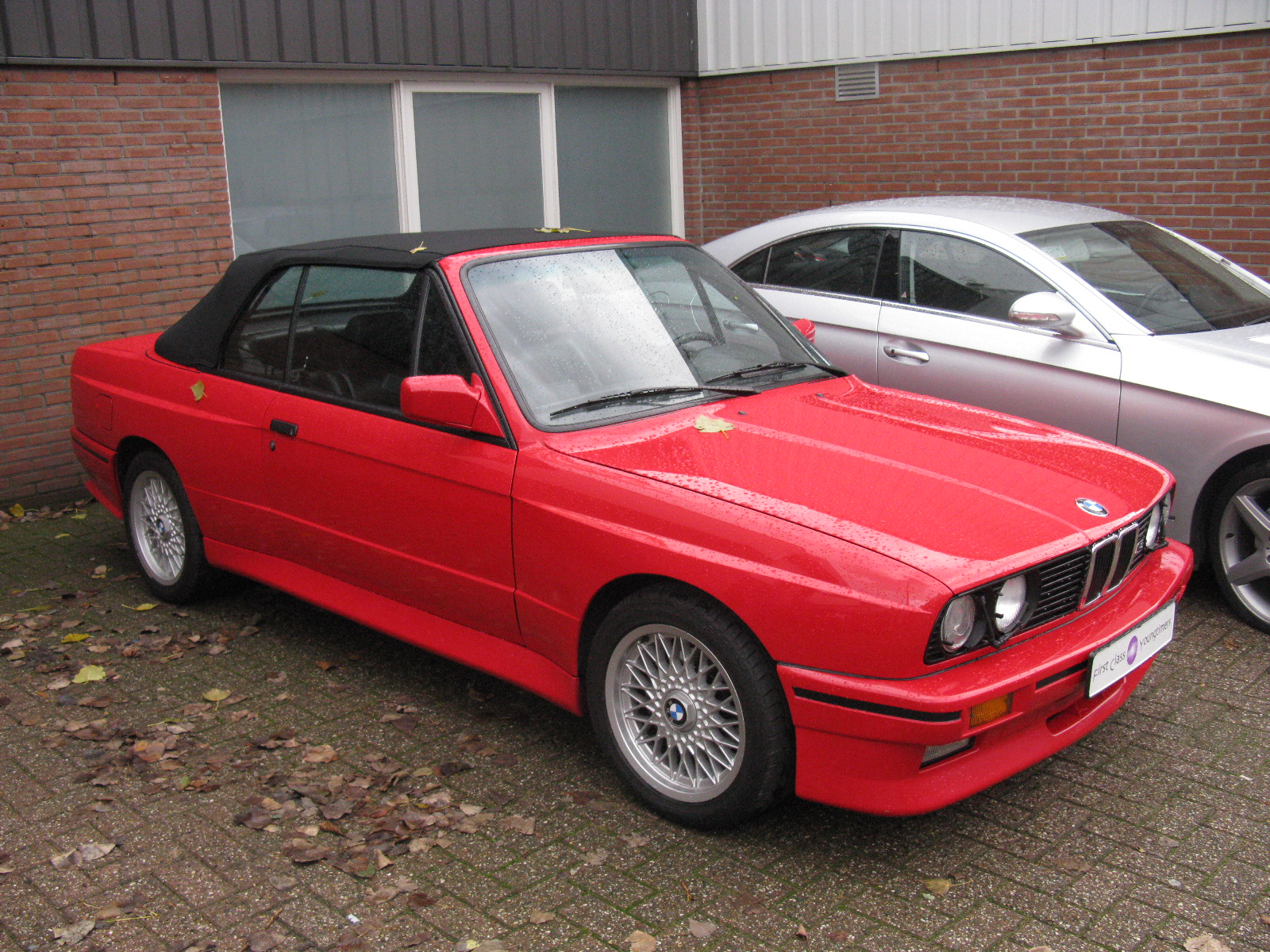
E30 M3 開篷版

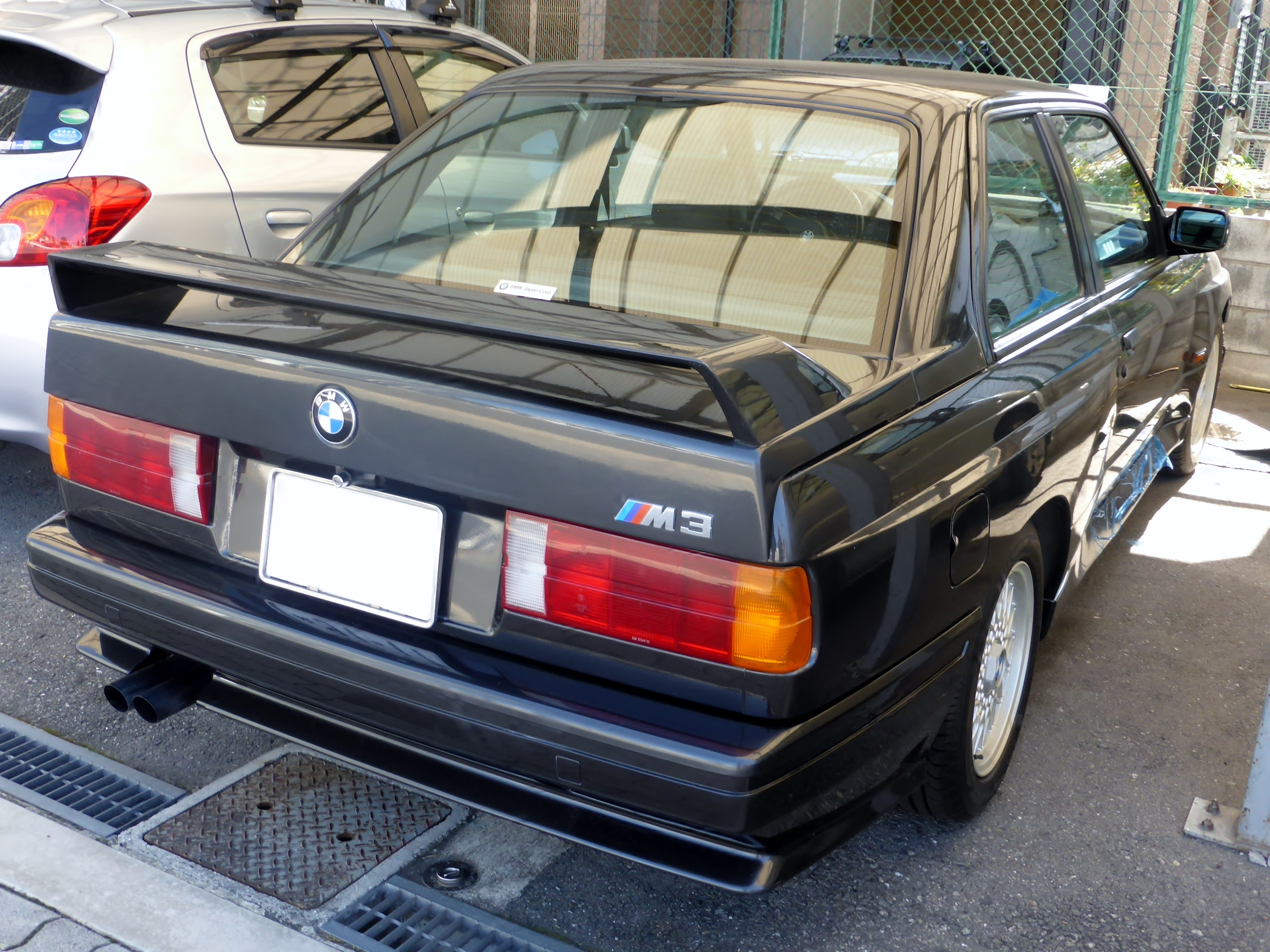
E30 M3後視圖

第一代的M3于1986年上市，原本是為了德國房車賽（德文：Deutsche Tourenwagen Meisterschaft，简称DTM）而设计，基于同期的E30雙門款式，採用代號為S14B23的2.3升直列四缸引擎；歐規输出200匹馬力，美規输出195匹馬力，1989年9月推出的“M3 Sport Evolution（又名EVO2）”车型中，欧版车型提升到215匹马力。
1988年，M3推出Evolution（又名EVO1）车型，採用代号S14B23的2.3升直列四缸引擎，其他變化包括更大的車輪（16 X 7.5英寸），更薄的後窗玻璃和側窗玻璃，更輕的行李箱蓋，更深的前分離器和額外的後擾流板，其后推出了動力更强的“Sport Evolution”（又名EVO3）车型，搭载2.5升直列四缸引擎，具有擴大的前保險槓開口和可調節的多位置前分離器和後翼。输出238匹马力，限量600台。

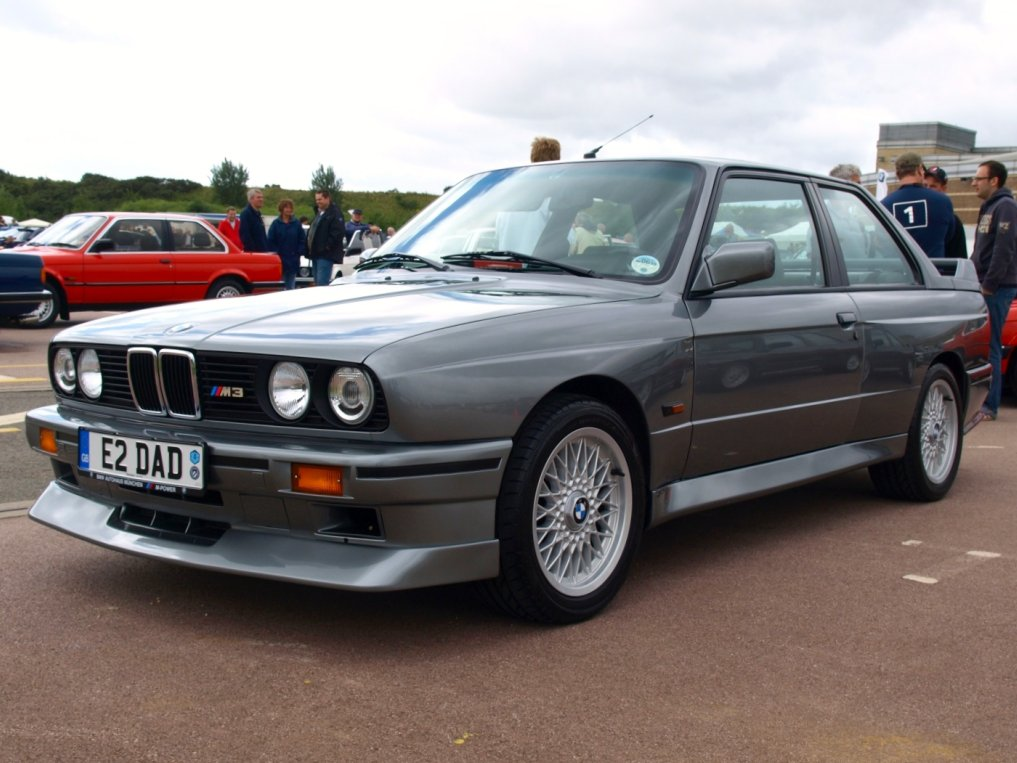
E30 M3 Evolution II

## 第二代，代号E36（1992年-1999年）
E36 3系的M3車型於1992年11月發布，最初僅作為雙門版，1994年增加了敞篷版。1994年12月還增加了四門版，以填補由於缺乏1995 年 E34 M5 生產結束和 1998 年 E39 M5 推出之間的M5轎車模型。
1995 年 9 月，推出了雙門板的改款。變化包括引擎排量增加到 3.2 升，手動變速箱從 5 速升級到 6 速。1995 年 11 月的四門板和 1996 年 2 月的敞篷版進行了改款。歐洲規格中 1996 年 M3 轎跑車的整備質量為 1,515 公斤。
改款還引入了 6 速“SMG”自動手動變速箱，首次在美國以外的 M3 上提供自動變速箱。SMG 變速器因其快速的換檔時間和在性能情況下的操作而受到稱讚，但因其在日常駕駛情況下的行為而受到批評。
E36 M3 由BMW S50直列六缸引擎提供動力。它是第一款使用六缸引擎的 M3。
在大多數國家，最初的 3.0 版本在 7,000 rpm時產生286匹馬力，在 3,600 rpm 時產生 320 N·m北美車型改用功率較小的BMW S50B30US 引擎。
1995 年底的改款車型升級為3.2版本的 BMW S50 引擎，在 7,400 rpm時產生321匹和在 3,250rpm時產生 350 N·m北美車型改用功率較小的BMW S52引擎。

## 第三代（代号E46，2000年-2006年）
2001年推出，搭载3.2升直列六缸引擎（引擎代號S54B32），歐版車型输出功率为343匹馬力，美版为333匹马力。搭载6速半自动变速箱。
2004年，宝马推出以轻量化为主的M3 CSL车型，CSL车型大量採用了航空材料中的碳化纤维强化塑料（CFRP）、铝以及其他轻金属，重量降至1,385公斤，马力达360匹。限量生产1384辆。
此外，宝马首度面向M3系列推出V8引擎款式“M3 GTR”，使用4.0升自然吸气V8引擎（代号P60B40），这套引擎原本是为各种耐力赛设计的，输出440匹马力，2001年，为庆祝M3 GTR在2000年美国勒曼24小时耐力赛中的大胜，M3 GTR民用版车型就此推出，限量6台。

## 第四代（代号E90/E92/E93，2007年-2013年）
2007年第三季度在欧洲上市。新一代M3使用全新开发的4.0升自然吸气V8引擎（代号S65B40），输出马力为420匹，量產初期配6速手排变速箱，之后加供7速格特拉格双离合变速箱。
车体外观方面，车顶則是使用的是和同期宝马M6相同的碳纤维材質。除了最初的雙門四座轎跑車版本之外，还有四門轿车、五門旅行車、双门敞篷车等款式。
2009年，宝马推出本代M3的高性能车型“M3 GTS”，搭载4.4升自然吸气V8引擎（代号S65B44）和7速格特拉格双离合变速箱，相较于普通版M3轻了136公斤，百公里加速仅需4.4秒，后于2011年推出基于“M3 GTS”而来的“M3 CRT”车型，为四门款式，限量67辆。

## 第五代，代号F80（2014年-2018年）
自第五代M3起，M3仅提供四门款式车型，搭载3.0升双涡轮增压直列六缸引擎（代号S55B30）和6速手动变速箱或7速双离合变速箱，输出431匹马力。车顶由碳纤维材质构成。
2018年，宝马推出本代M3的高性能车型“M3 CS”，相较于普通款式减重50千克，马力提升到460匹，限量1200辆。

## 第六代，代号G80，G81（2021年-现在）
2021年，宝马推出了第六代代号为G80的M3,其中细分为三个版本，配备六速手动挡的M3,8速采埃孚手自一体变速箱的M3 Competition,以及首次推出的四驱版本M3 Competition xDrive。所有车型均搭配3.0升双涡轮增压直列六缸引擎（代号S58）在M3 Competition上可以输出510匹马力，0-100km加速保持在4秒左右。所有车型前轮搭配19寸轮毂，后轮则是20寸。
此代M3并没有像以往一样沿用3系的设计，而是采用了4系的前脸设计，从而凸显其运动特征。但由于前脸进气格栅面积大
，这一设计也被部分网友戏称为“大鼻孔”。
除了轎車外，BMW也在2022年推出了touring車型，和M3(G80)一样采用s58引擎和采埃孚八速手自排變速箱，也採用大面積的進氣格栅。

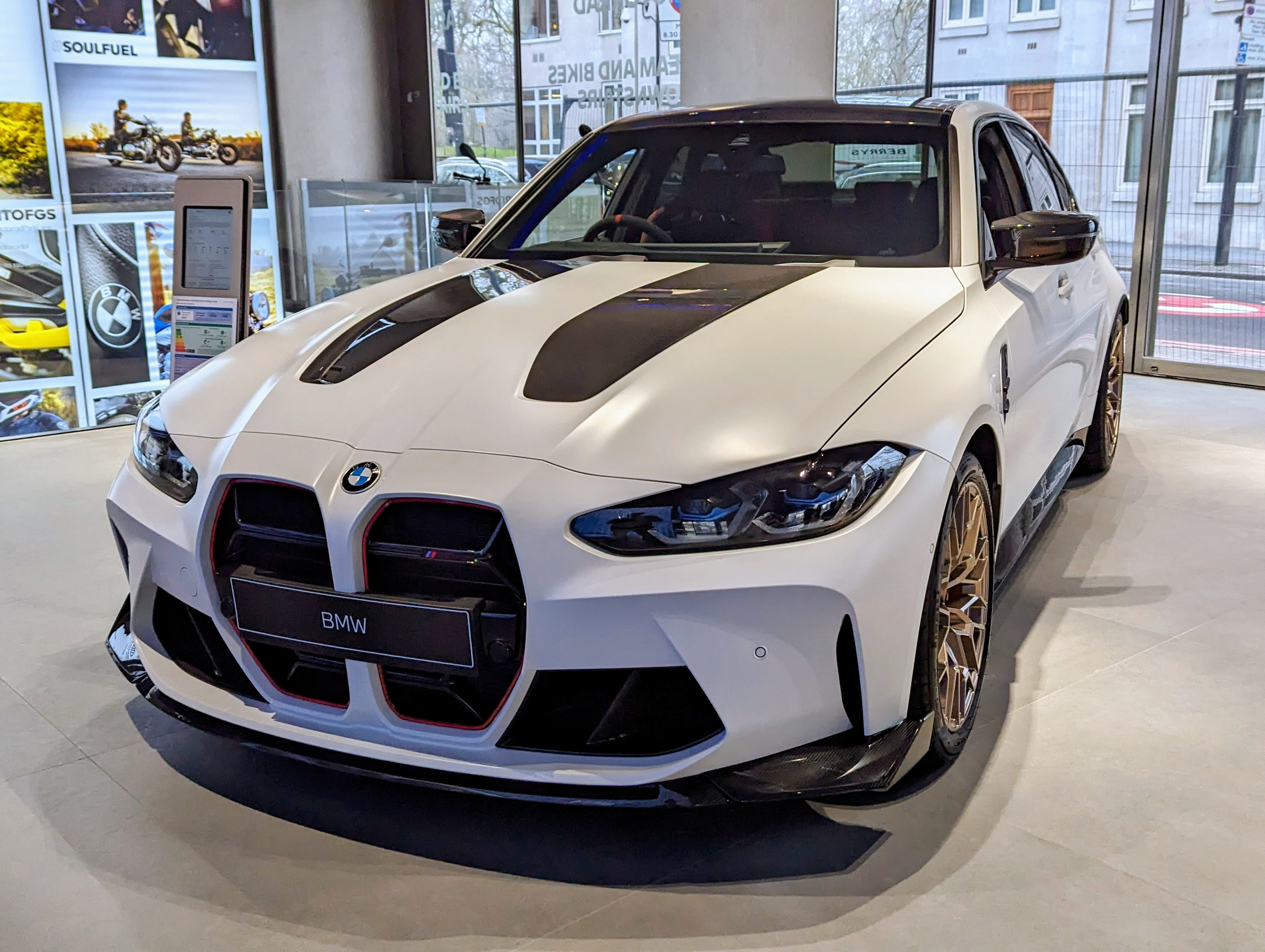
G80 M3cs 版